# Flat Earth Society
 For alternative betydninger, se Flat Earth Society (musikgruppe).
Flat Earth Society (dansk: Fladjordsselskabet) er en organisation der først var baseret i England og senere i Lancaster, Californien, og som advokerede for at jorden ikke er en kugle, men derimod er flad. Ingen moderne videnskabsmænd eller religiøse grupper har støttet dette synspunkt offentligt. Selskabet er ofte blevet gjort til grin og er blevet en populær metafor for dogmatisk tænkning og hovedløs hang til traditionerne. Udtrykket "Flat-Earther" bliver nu brugt om en person der afviser ændringer i den videnskabelige konsensus og lever i fortiden.

## Historie

### Bevægelsens oprindelse
Det er en udbredt misforståelse at troen på en flad jordklode var almindelig i middelalderen. Idéen om at jorden er rund, opstod endda allerede i oldtiden. Den blev promoveret af Pythagoras og Aristoteles og var accepteret af næsten alle uddannede mennesker på Ptolemæus' tid i det 2. århundrede e.Kr. Faktisk havde Eratosthenes beregnet Jordens omkreds omkring det andet århundrede f.Kr. med en fejl på cirka 2 % af den nuværende anerkendte værdi. Selvom visse tidlige kristne forfattere havde nogle teologiske indvendinger, var alle veletablerede kristne grupper allerede i tidlig middelalder blevet overbevist om idéen om en rund jordklode. Myten om at Christoffer Columbus med sin rejse til Amerika endelig overbeviste europæerne om jordens kugleform, er en fiktiv historie opfundet af forfatteren Washington Irving og er overhovedet ikke baseret på nogen fakta, idet Columbus aldrig udførte en fuldstændig verdensomsejling.
Den moderne fladjordsbevægelse opstod da en excentrisk engelsk opfinder, Samuel Birley Rowbotham (1816-1884), udgav en 16 siders folder baseret på sine bogstavelige fortolkning af visse passager i Bibelen, hvilket senere blev udvidet til en bog på 430 sider, hvori han fremlagde sine synspunkter. Ifølge Rowbothams system, som han kaldte zetetisk astronomi (zététicós er græsk for "undersøgende"), er jorden en flad skive med centrum på Nordpolen og begrænset af en ismur ved sin sydlige kant, med solen, måne, planeterne og stjernerne kun få hundrede miles over jordoverfladen.
Rowbotham og hans tilhængere blev berygtet for at indgå i højlydte offentlige debatter med datidens førende videnskabsfolk. Et af disse sammenstød, der involverede den prominente naturforsker Alfred Russel Wallace, førte til adskillige retssager angående bedrageri og injurier.
Efter Robothams død etablerede hans tilhængere the Universal Zetetic Society (dansk: Det universelle zetetiske selskab), udgav et tidsskrift med titlen The Earth Not a Globe Review (dansk: Jorden ikke en klode-magasinet) og forblev aktive et godt stykke ind i den tidlige del af det 20. århundrede. Efter 1. verdenskrig oplevede bevægelsen en langsom tilbagegang.
I USA blev Rowbothams idéer adopteret af en religiøs kult, den Kristne katolske apostolske kirke. Kirken, der blev grundlagt af den skotske healer John Alexander Dowie i 1895, etablerede det teokratiske samfund i Zion, Illinois ved bredden af Lake Michigan 70 km nord for Chicago. I 1906 blev Dowie afsat som kultleder af sin næstkommanderende Wilbur Glenn Voliva. Voliva styrede sine omtrent 6.000 tilhængere med jernhånd, og han er blevet anklaget for at misbruge deres arbejdskraft i kirkens firma Zion Industries.[kilde mangler] Eleverne i samfundets skoler blev udelukkende uddannet i doktrinen om en flad jordklode. Voliva var en pionér inden for religiøse radioudsendelser. Lytterne på hans 100.000 watt-radiostation blev udsat for rundjordsastronomi og tordnende fordømmelser af evolutionens onder. Voliva døde i 1942, og kirken gik i opløsning i en sky af økonomiske skandaler. Der fandtes stadig visse fast overbeviste fladjordstilhængere i Zion indtil 1950'erne.

### Den flade jord set fra rummet
I 1956 genoplivede Samuel Shenton, der hævdede at være medlem af Det britiske kongelige astronomiske Selskab og det Kongelige geografiske Selskab, Universal Zetetic Society som the International Flat Earth Society (dansk: Det internationale selskab for en flad jordklode). I forbindelse med udviklingen i det amerikanske rumprogram blev selskabet konfronteret med billeder af jorden taget af satellitter i kredsløb og, i sidste ende, astronauter der var landet på månen. Da han blev præsenteret for de første NASA-fotografier af jorden fra verdensrummet, skal Shenton have sagt: "Det er nemt at se, hvordan sådan et fotografi ville kunne snyde det utrænede øje." Selskabet tog det standpunkt, at Apollo-månelandingerne var et svindelnummer iscenesat af Hollywood og baseret på et manuskript af Arthur C. Clarke, et synspunkt der også deles af andre personer uden tilknytning til Flat Earth Society. I en besked til en ven fra marts 2001 svarer Clarke spøgefuldt på selskabets påstande: "Jeg har skrevet til [den tidligere NASA-direktør] Dan Goldin og sagt at jeg aldrig blev betalt for dette arbejde, og med mindre han gør noget snart, vil han høre fra mine dræberadvokater Geldsnatch, Geldsnatch og Blubberclutch" (de sidste tre navne er fiktive efternavne, der på en blanding af tysk og engelsk insinuerer pengegriskhed).

### Charles K. Johnson
I 1971 døde Shenton, og Charles K. Johnson blev Flat Earth Societys nye præsident. Under hans lederskab voksede gruppen fra nogle få medlemmer til omkring 3.000 i løbet af tre årtier. Johnson omdelte nyhedsbreve, flyveblade, kort, etc. til enhver, der bad om dem, og han holdt styr på alle ansøgninger om medlemskab sammen med sin kone Marjory, der også var en Flat-Earther. Der kom forespørgsler om medlemskab fra adskillige lande, bl.a. Saudi-Arabien, Iran og Indien.
Den sidste verdensmodel, som Flat Earth Society søgte at udbrede, gik ud på, at menneskene bor på en skive med Nordpolen som centrum og en cirka 45 meter høj ismur ved yderkanten. Det resulterende verdenskort ligner FN's symbol, hvilket Johnson brugte som bevis for sit synspunkt. I denne model måler solen og månen begge kun 52 km i diameter.
Et nyhedsbrev fra selskabet giver indsigt i Johnsons tankegang (originalt ordvalg og tegnsætning er forsøgt efterlignet i oversættelsen):
| Citat | Mål: Nøje at observere, tænke frit genopdage glemt fakta og modsætte sig teoretiske dogmatiske forestillinger. At hjælpe med at etablere De Forenede Stater...i verden på denne flade jord. Erstatte videnskabsreligionen...med FORNUFT The International Flat Earth Society er det ældste vedvarende Selskab, der eksisterer på verden i dag. Det begyndte med Skabelsernes Skabelse. Først vandet...dybets ansigt...uden form eller grænser...kun Vand. Derefter Landet siddende ind og på Vandet, Vandet der ligesom nu var fladt og plant, ifølge Vandets sande Natur. Der er, selvfølgelig, bjerge og dale på Landet, men eftersom det meste af Verden er Vand, siger vi: "Verden er Flad". Historiske beretninger og mundtlige overleveringer fortæller os, at Landdelen kan have været kvadratisk, alt i én masse på én gang, dengang som nu, med den magnetiske nordpol som Centrum. Enorme naturkatastrofer og rystelser brækkede uden tvivl landet i stykker, delte Landet, så det kunne blive vores nuværende kontinenter eller øer, som de eksisterer i dag. En ting, vi med sikkerhed ved om denne verden...den kendte beboede verden er Flad, Plan, en Jævn Verden. Vi fastholder, at hvad man kalder 'Videnskab' i dag og 'videnskabsfolk', består af den samme gamle bande af heksedoktorer, troldmænd, skrønefortællere, 'Præste-Entertainerne' for de almindelige mennesker. 'Videnskab' består af en underlige, langt ude okkult opdigtning af vrøvlende teori-teologi...urelateret til faktaene i den rigtige verden, teknologi og opfindelser, høje bygninger og hurtige biler, flyvemaskiner og andre Rigtige og Gode ting i livet; teknologi er ikke på nogen måde relateret til spindet af idiotisk videnskabelig teori. ALLE opfindere har været imod videnskab. Brødrene Wright sagde: "Videnskabsteori holdt os tilbage i årevis. Da vi smed al videnskab bort og begyndte fra eksperiment og erfaring, opfandt vi flyvemaskinen." Forresten flyver alle flyvemaskiner plant på denne Plane jord. | Citat |
|       | |       |

Charles K. Johnson døde den 19. marts 2001 og efterlod Flat Earth Society til en usikker skæbne.

## Flat Earth Society i populærkulturen

### Musik
- Det californiske punkband Bad Religion inkluderede en sang skrevet af Brett Gurewitz med titlen "Flat Earth Society" på deres album Against the Grain fra 1990 (såvel som på deres opsamlingsalbum All Ages). En fremtrædende del af sangen er gentagelsen af ordene lie, lie, lie (dansk: løgn, løgn, løgn) igennem hele nummeret, hvilket indikerer en fordømmelse af selskabet og dets mentalitet. Bandet har produceret mange sange af den type, hvor de kritiserer, hvad de opfatter som pseudovidenskabelige bevægelser.

- Musikeren Thomas Dolbys officielle hjemmeside hedder "The Flat Earth Society", hvilket delvist er en reference til hans album The Flat Earth fra 1984. Formularen til at tilmelde sig Dolbys nyhedsbrev har påskriften "Hvis du virkelig tror, at jorden er flad, er du berettiget til at blive medlem og dermed modtage information om selskabet", selvom det er tydeligt ud fra konteksten, at dette er ironisk ment.

- Det californiske indieband Wilderness Survival udgav en sang med titlen "Flat Earth Society Gala" på deres debutalbum Stereotypes and Types of Stereos fra 2005. Med et omkvæd, der inkluderer sætningen "en banket for fjolser", refererer sangtitlen til de tæt knyttede gruppetendenser for stofmisbrugere.

- Det britiske band Charter USM's sang "Senile Delinquent" på albummet Worry Bomb indeholder linjen "I'd become a fully paid-up member of The Flat Earth Society" (dansk: "jeg ville blive et fuldt betalt medlem af Flat Earth Society").

### Andet
- I 1980'erne diskuterede talkshowværten Wally George ofte med medlemmer af Flat Earth Society, som han gerne gjorde nar af, på sit show Hot Seat. Den australske talkshowvært Don Lane havde også fortalere for Flat Earth Society på sit show.

- I 1992, da Californiens tidligere guvernør, Jerry Brown, baserede sin præsidentkampagne på løftet om en flad skat, jokede den rivaliserende kandidat, senator Tom Harkin, med, at idéen var "kogt sammen af Flat Earth Society".

- "Flat Earth Society" er også et kort i det populære kortspil Illuminati fra Steve Jackson Games.